# Pastrengo
Pastrengo (Pastréngo in veneto) è un comune italiano di 3 052 abitanti della provincia di Verona in Veneto.

## Geografia fisica

### Territorio
Pastrengo dista 19 chilometri da Verona. Rispetto al capoluogo è in posizione nord-ovest.
Lambito a est dal fiume Adige, si estende sulle colline dell'entroterra del lago di Garda e il capoluogo sorge a un'altitudine di 192 m s.l.m.
È inoltre molto vicino alla Vallagarina e alla Valpolicella.
Confina a nord con Cavaion Veronese, a nord-est con Sant'Ambrogio di Valpolicella, a est con Pescantina, a sud con Bussolengo, a ovest con Lazise e Bardolino.
Con un'area di 9 km² è uno dei più piccoli comuni della provincia.

## Storia
Che ci siano stati insediamenti preistorici nella zona di Pastrengo è indicato dal ritrovamento di reperti archeologici risalenti al neolitico.

Libero comune durante il IX e il X secolo, furono assoggettati nel XII secolo dal comune di Verona. Pastrengo continuò a godere di diritti e privilegi feudali fino al 1797 (con la caduta della Serenissima) dato il suo status di proprietà del monastero di San Zeno (dal 967). Fu teatro di scontri durante la prima guerra d'indipendenza del 1848, con ripetuti scontri fino al 1866, durante la seconda e la terza guerra d'indipendenza.

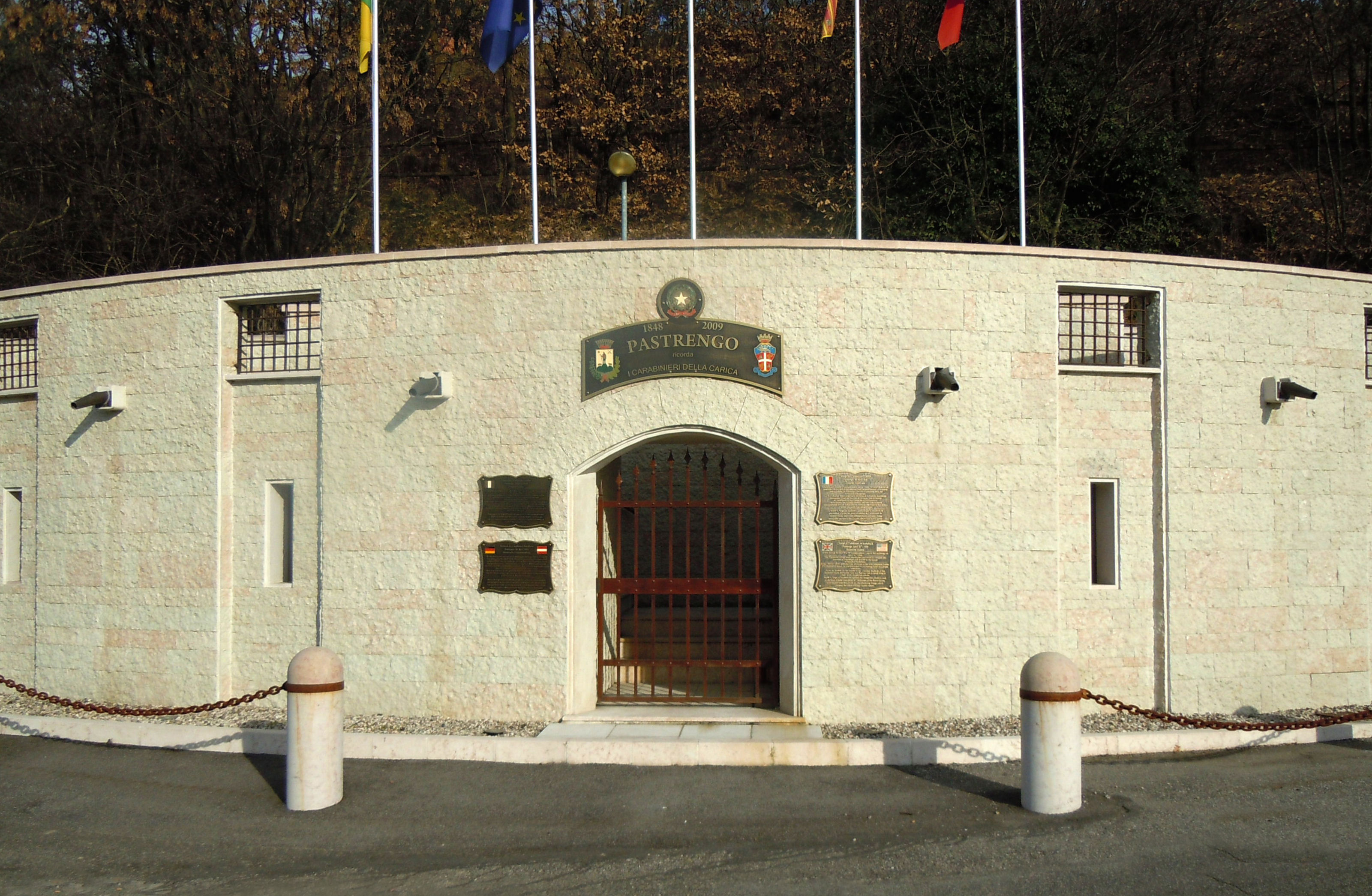
Monumento alla battaglia

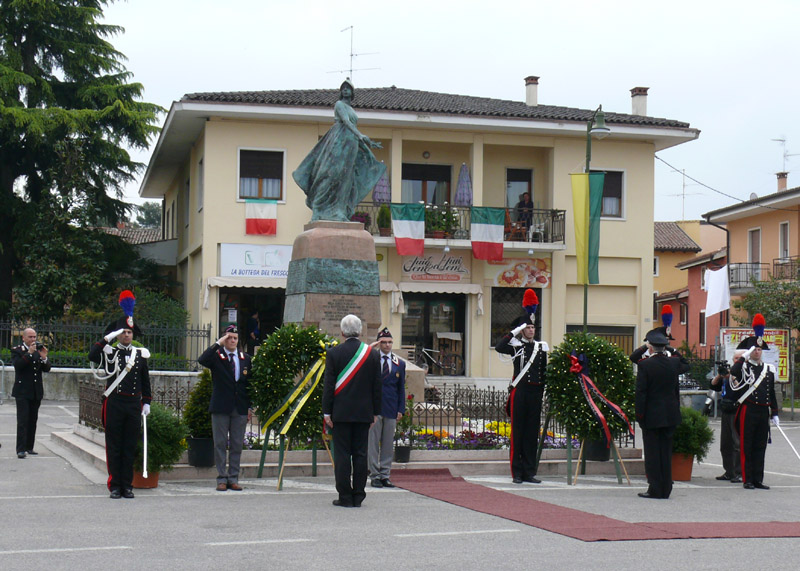
Pastrengo 30 aprile 2008 cerimonia per l'anniversario della Carica dei Carabinieri

Il 30 aprile 1848 fu teatro della celebre battaglia ricordata soprattutto per la famosa carica, condotta da tre squadroni di Carabinieri Reali al comando del maggiore Alessandro Negri di Sanfront, cui era stata affidata la protezione del re Carlo Alberto. Questi, avanzando sul campo di battaglia unitamente ad una dozzina di Carabinieri costituenti la sua avanguardia nonché scorta personale, nei pressi di Monte Valena venne a trovarsi sotto l'improvvisa azione di fuoco degli austriaci. Da qui la carica che contribuì poi a risolvere felicemente le sorti dell'intera battaglia, in quanto i reparti dell'esercito sabaudo che erano venuti a trovarsi in difficoltà a causa del terreno paludoso e della resistenza nemica incontrata, furono galvanizzati dalla vista dell'improvvisa azione in cui «quasi trecento cavalieri - eccitati dal pericolo corso dal loro Re, imbaldanziti dalla vista della vicina Pastrengo e da quella del nemico in ripiegamento, scintillanti per i bottoni e i fregi metallici dell'uniforme di parata, per il luccichio delle sciabole sguainate e fiammeggianti al sole, si lanciarono al galoppo al grido formidabile di "Savoia".»
Dal 1866, anno in cui il Veneto liberato venne annesso all'Italia, il borgo seguì le sorti del resto del territorio entrando così a far parte dello Stato italiano.

### Simboli
Lo stemma e il gonfalone sono stati concessi con D.P.R. del 27 gennaio 1966.
I tre colli rappresentano i territori di Pastrengo, Pol e Piovezzano uniti nel 1818 a formare il nuovo comune. Il colle centrale sostiene la figura di un pastore che ha assonanza col toponimo e riprende l'origine longobarda di Pastrengum, luogo di "prati e di pascoli". Le spade incrociate ricordano la celebre battaglia mentre la stella è un riferimento al valore dimostrato in quella storica impresa.
Il gonfalone è un drappo di color giallo oro.

### Onorificenze
Pastrengo è stato insignito del titolo di città con decreto del Presidente della Repubblica il 15 luglio 2011.

## Monumenti e luoghi d'interesse

### Architetture religiose
- Chiesa di San Zeno - XI secolo
- Santuario di Santa Maria Assunta - XVII secolo
- Chiesa San Rocco - XVI secolo
- Chiesa di Santa Croce - XVIII secolo

La chiesa di Santa Croce, del XVIII secolo, contiene dipinti di Sante Prunati, datato 1667, e di vari esponenti della Scuola Veronese del Settecento: Francesco Lorenzi, L. Batta. Zangrossi, Pio Piatti datato 1786, Giuseppe Salvetti (1767).
- Chiesa di Piovezzano - XIX secolo

### Ville
- Casa Randina - XV secolo
- Villa del Castello - XII secolo
- Villa Campara - XVII secolo
- Casa Segattini - XVIII secolo
- Colombaron - XVI secolo
- Villa Avesani - XVI secolo

### Fortificazioni
A Pastrengo furono costruiti quattro forti tra il 1859 ed il 1861 su richiesta del generale Radetzky. Tutti i forti possedevano i servizi indispensabili ad un lungo impiego, e rimasero attivi fino al 1901.
- Forte Piovezzano (Degenfeld) - XIX secolo
- Forte Monte Folaga (Benedeck) - XIX secolo
- Forte Poggio Croce (Leopold) - XIX secolo
- Forte Poggio Pol (Nugent) - XIX secolo
- Telegrafo Ottico - XIX secolo

### Parchi naturali
- Parco Natura Viva

## Società

### Evoluzione demografica
Abitanti censiti

## Economia
Sono presenti sul territorio raffinate aziende e produzioni vinicole (produzione di vino Bardolino e Bianco di Custoza), a denominazione di origine controllata e di fama mondiale.
Presenti industrie di lavorazione dei marmi, cartiere e imprese edili.

## Infrastrutture e trasporti

### Autostrade
Il territorio comunale di Pastrengo è solcato dall'autostrada A22 del Brennero e si può comodamente raggiungere uscendo al casello di Affi-Lago di Garda sud, distante 8 km.

### Ferrovie
Sulla poco distante ferrovia del Brennero vi è la stazione di Domegliara.

### Aeroporti
A 18 km a sud del comune si trova l'aeroporto Valerio Catullo, il principale della provincia.

## Amministrazione
| Periodo       | Periodo       | Primo cittadino     | Partito                        | Carica  | Note                            |
| ------------- | ------------- | ------------------- | ------------------------------ | ------- | ------------------------------- |
| luglio 1985   | giugno 1990   | Luigi Bertasi       | Democrazia Cristiana           | Sindaco | [ 9 ]                           |
| giugno 1990   | febbraio 1992 | Augusto Specchierla | Lista civica                   | Sindaco | Mozione di sfiducia costruttiva |
| febbraio 1992 | aprile 1995   | Giorgio Benamati    | Lista civica                   | Sindaco | [ 11 ]                          |
| aprile 1995   | giugno 1999   | Luigi Bertasi       | Partito Popolare Italiano      | Sindaco | [ 12 ]                          |
| giugno 1999   | giugno 2004   | Giorgio Benamati    | Lista civica                   | Sindaco | [ 13 ]                          |
| giugno 2004   | giugno 2009   | Giorgio Benamati    | Lista civica                   | Sindaco | [ 14 ]                          |
| giugno 2009   | maggio 2014   | Mario Rizzi         | Lista civica                   | Sindaco | [ 15 ]                          |
| maggio 2014   | gennaio 2016  | Alberto Varolo      | Lista civica "Valore Famiglia" | Sindaco | Dimissioni                      |
| giugno 2016   | ottobre 2021  | Gianni Testi        | Lista civica "Uniti si può"    | Sindaco |                                 |
| ottobre 2021  | in carica     | Stefano Zanoni      | Lista civica "Siamo Pastrengo" | Sindaco |                                 |

### Gemellaggi
- Sanfront

## Sport

### Calcio
La principale squadra di calcio della città è l'A.S.D. Pastrengo 2006 che milita nel girone A di Prima Categoria. È nata nel 2006.